# 소니 빌딩 (도쿄도)
소니 빌딩(일본어: ソニービル 소니비루[*], 영어: Sony Building)은 일본 도쿄도 주오구 긴자에 있는 건축물이다. 소니 그룹의 제품이 각 층에 나뉘어 진열되어 있어 그 제품을 실제로 데모 작업뿐만 아니라, 그 자리에서 구입할 수도 있다. 2017년 3월 31일 영업을 종료한후 철거하여 2020년 도쿄올림픽을 위한 공간으로 이용한 후 2022년까지 재건축될 예정이다.

## 같이 보기
- 550 매디슨 애비뉴